# Viola ivonis
Viola ivonis är en violväxtart som beskrevs av M. Erben. Viola ivonis ingår i släktet violer, och familjen violväxter. Inga underarter finns listade i Catalogue of Life.